# Terence Marsh
Terence Marsh (ur. 14 listopada 1931 w Londynie, zm. 9 stycznia 2018 w Los Angeles) – brytyjski scenograf filmowy.

## Kariera
Pracę w branży filmowej rozpoczął jako rysownik w podlondyńskim Pinewood Studios. Dwukrotnie zdobył Oscara za najlepszą scenografię do wystawnych produkcji historyczno-kostiumowych Doktor Żywago (1965) Davida Leana i Oliver! (1968) Carola Reeda. Był nominowany do tej nagrody również za filmy Opowieść wigilijna (1970) Ronalda Neame’a oraz Maria, królowa Szkotów (1971) Charlesa Jarrotta.
Od 1975 mieszkał w Los Angeles i pracował w Hollywood, gdzie zaprojektował dekoracje do takich filmów, jak m.in. Polowanie na Czerwony Październik (1990) Johna McTiernana, Nagi instynkt (1992) Paula Verhoevena, Skazani na Shawshank (1994) i Zielona mila (1999) Franka Darabonta.